# Bramfield (Suffolk)
Bramfield – wieś w Anglii, w hrabstwie Suffolk. Leży 38 km na północny wschód od miasta Ipswich i 144 km na północny wschód od Londynu.